# Otto Biffé
Otto Georg Biffé (* 8. Juli 1878 in Wallerfangen; † Dezember 1917 bei Cambrai) war ein deutscher Verwaltungsbeamter.

## Leben
Otto Biffé studierte Rechtswissenschaft an der Universität Jena und der Kaiser-Wilhelms-Universität Straßburg.
Er wurde Mitglied des Corps Saxonia Jena (1897) und des Corps Palatia Straßburg (1898). Nach Abschluss des Studiums trat er in den (kaiserlichen) Verwaltungsdienst des Reichslandes Elsaß-Lothringen. Er war Assessor in Saarburg und Regierungsassessor in Metz. Von 1913 bis 1916 war er Kreisdirektor des Kreises Erstein. Biffé nahm danach als Hauptmann der Reserve am Ersten Weltkrieg teil und fiel 1917 in der Schlacht von Cambrai.